# Adalbert III de Thurgovie

Adalbert (860-911) est un descendant agnatique de Robert de Hesbaye et donc un neveu d'Hugues Capet.
Il est le fils du comte Adalbert II de Thurgovie et le frère du duc Burchard Ier de Souabe.
Il entra, avec son frère, en conflit avec le comte palatin Erchanger et l'évêque Salomon III de Constance qui étaient tous deux loyaux au roi Conrad Ier. 
Ils furent tous les deux accusés de haute trahison et exécutés en 911.